# Округ Сафок (Њујорк)
Округ Сафок (енгл. Suffolk County) је округ у америчкој савезној држави Њујорк. По попису из 2010. године број становника је 1.493.350.

## Демографија
Према попису становништва из 2010. у округу је живело 1.493.350 становника, што је 73.981 (5,2%) становника више него 2000. године.
| Група             | 2000.             | 2010.             |
| Белци             | 1.118.405 (78,8%) | 1.068.728 (71,6%) |
| Афроамериканци    | 98.553 (6,9%)     | 111.224 (7,4%)    |
| Азијати           | 34.711 (2,4%)     | 50.972 (3,4%)     |
| Хиспаноамериканци | 149.411 (10,5%)   | 246.239 (16,5%)   |
| Укупно            | 1.419.369         | 1.493.350         |